# Telejogo II
Depois do sucesso da primeira versão do Telejogo, a Philco na época, uma empresa da Ford Motor Company não perdeu tempo, e já em 1979 quando já tinha sido vendida para a White Consolidated Industries lançou o Telejogo II.
Mais uma vez, a reserva de mercado permitiu com que um console que é um clone de Pong barganhar o mercado brasileiro sem concorrência nenhuma.
Com 10 jogos Hockey, Tênis, Paredão I, Paredão II, Basquete I, Basquete II, Futebol, Barreira, Tiro Alvo I e Tiro Alvo II, o console assim como o seu irmão mais velho, o Telejogo era focado no público brasileiro e diferente do primeiro Telejogo que era mais um clone de Pong, o Telejogo II tinha pelo menos dez jogos, mas o Telejogo II foi o fim da linha de videogames da Philco, pois a White Consolidated Industries, não ligava muito pra videogames e o Telejogo II foi lançado mais pra não jogar milhares de consoles no lixo, do que para ser um console forte no mercado brasileiro e a indústria de games brasileira ficou anos sem uma grande atualização até a chegada do Dynavision System.